# Iconometra bellona
Iconometra bellona is een haarster uit de familie Colobometridae.
De wetenschappelijke naam van de soort werd in 1920 gepubliceerd door Austin Hobart Clark.